# Central Otago

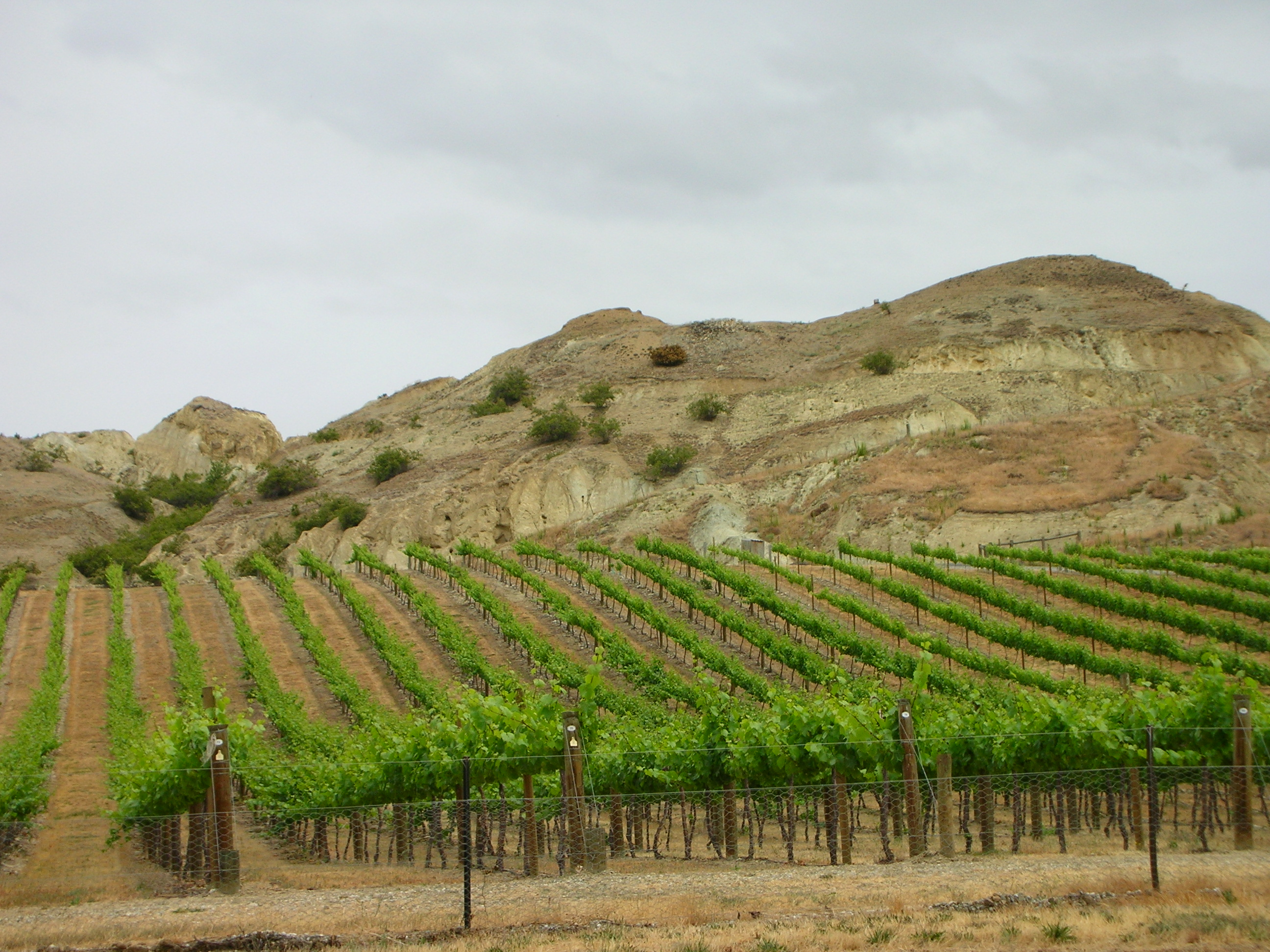
Vingårdar i Central Otago

Central Otago är världens sydligaste vindistrikt på Nya Zeelands Sydön vid den 45 breddgraden, som har blivit mest känd för sina Pinot Noir-viner. Utmärkande vingårdar i området är Felton Road och Quartz Reef.
Vingårdarna är också de högsta belägna i Nya Zeeland på 200 till 400 meter över havet. Vingårdarna ligger oftast vid sjökanterna och utmed floden, ofta i glaciärjord. Central Otago är ett skyddat inland med kontinentalt mikroklimat som karakteriseras av varma, torra sommar, korta kalla höstar och kalla vintrar. Många vingårdar ligger i rena ökenområden, men med god tillgång till konstbevattning.
Central Otago är en ny vinregion - de äldsta vingårdarna i området är inte mer än 15 år gamla, och de flesta vingårdar har bara producerat vin i några år. Central Otago är i processen att ansöka om geografic indication för vin från området, tillsammans med the New Zealand Winegrowers Association, som förbereder en nationell geografic indication för nyzeeländska viner. 

## Klimat
Vid cirka 300 meters höjd skyddas Central Otagos vingårdar av höga berg (upp till 2000 meter) från Nya Zeelands karakteristiska medelhavsklimat. De åtnjuter därmed den enda sanna kontinentala klimatzonen i landet, med stora dagliga och årliga temperaturskillnader typiska för denna klimatzon. Nederbörden är omkring 375 - 600 mm per år: sommaren är varm och relativt torr, ofta med starka nordvästliga föhnvindar. Hösten är kort, kall och solig och vintern är kall med rikliga snöfall. Mycket frost är vanligt under vintern och kan förekomma när som helst mellan mars och november. Under de första åren av vinodling i området varnade många skeptiker att omständigheterna omöjliggjorde framgångsrik vinodling - faktum är att dessa extrema klimatförhållanden kan producera exceptionella viner. En av Central Otagos varmaste vinområden finner man precis norr om Lowburn-inloppet. Stora delar av Central Otago ligger i nästan öken-lika områden, men tack vare goda bevattningsmöjligheter kan man ändå producera vin i områden där vinstockar annars inte skulle överleva.
Klimatkontrasterna mellan Central Otago och de fuktigare och varmare vinregionerna på Nordön kan illustreras av skillnaden i skördetid. I de mer nordliga områdena sker skörden vanligtvis i slutet på februari och början på mars, medan skörden i Central Otago börjar i mitten/slutet av april - en skillnad på sex till sju veckor.

## Druvor
Pinot noir är den ledande druvan i Central Otago, med cirka 70 procent av produktionen. Druvan är svårodlad, men området kan tack vare sin kombination av klimat, terroir och entusiastiska vinmakare producera högkvalitativa Pinot Noir.
Övriga 30 procent av produktionen kommer från Chardonnay, Sauvignon Blanc, Riesling, Pinot Gris och Gewürztraminer. De tre senare visar goda förutsättningar att nå upp till samma kvalitet som Pinot Noir. Det förekommer också en mindre produktion av mousserande vin, tillverkad i enlighet med Méthode Traditionelle av Pinot Noir och Chardonnay, vilka har fått viss uppmärksamhet internationellt.